# Dème des Chalcidiens
Le dème des Chalcidiens (grec moderne : Δήμος Χαλκιδέων, Dhímos Chalkidéon) est un dème (municipalité) de la périphérie de Grèce-Centrale, dans le district régional d'Eubée, en Grèce. 
Il a été créé sous sa forme actuelle dans le cadre du programme Kallikratis (2010) par la fusion des anciens dèmes d'Anthidon, Avlídas (Aulis), des Chalcidiens, de Lélantie et de Néa Artáki.